# Centro de Pesquisas do Exército de Peenemünde

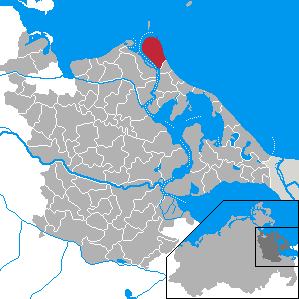
Localização de Peenemünde.

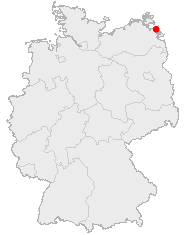
Nordeste da Alemanha.

O Centro de Pesquisas do Exército de Peenemünde (em alemão Heeresversuchsanstalt Peenemünde - HVP), foi fundado em 1937 como um dos cinco campos de prova sob controle do Departamento de Armas do Exército (Heereswaffenamt). É o lugar de origem da indústria de foguetes modernos, e num certo sentido, também o local de origem da engenharia aeroespacial.
Em 2 de Abril de 1936, o Ministro do Ar do Reich, pagou 750.000,00 reichsmark à cidade de Wolgast, em troca de toda a península norte da ilha de Usedom no Mar Báltico. O local, havia sido sugerido pela mãe de Wernher von Braun, como sendo "o lugar ideal para você e seus amigos". Em meados de 1938, a área do exército, que estava quase pronta foi separada da área da Aeronáutica, e o pessoal de Kummersdorf foi transferido para esse novo local.
O Centro de Pesquisas do Exército (Peenemünde Ost) consistia das instalações: Werk Ost e Werk Süd, enquanto a Werk West (Peenemünde Oeste) era o campo de teste da Luftwaffe (Erprobungsstelle der Luftwaffe).:55

## Organização do HVP

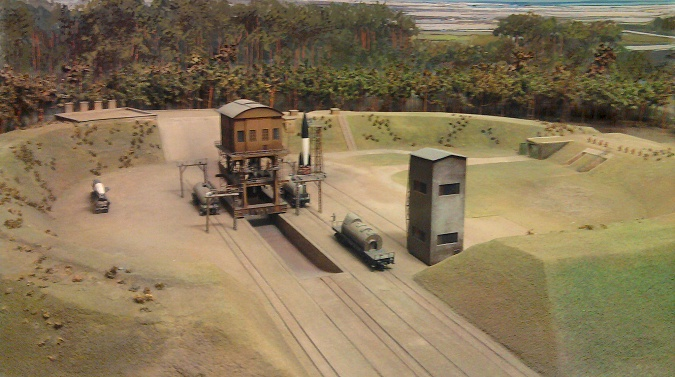
Reprodução em miniatura do Estande de Teste VII em Peenemünde.

Wernher von Braun foi o diretor técnico do HVP (o Dr Walter Thiel foi o diretor executivo) e havia nove departamentos principais:
1. Departamento de Desenho Técnico (Walter J H "Papa" Riedel)
2. Laboratório de Matemática e Balística (Dr Hermann Steuding)
3. Túnel de Vento (Dr Rudolph Hermann)
4. Laboratório de Materiais (Dr Mäder)
5. Dispositivos de Telemetria, Navegação e Voo (em alemão: BSM) (Dr Ernst Steinhoff)[7]
6. Laboratório de Desenvolvimento e Produção (Arthur Rudolph)
7. Laboratório de Testes (Klaus Riedel)
8. Escritório de Projetos Futuros (Ludwig Roth)[8]
9. Escritório de Compras (Mr Genthe)

O Grupo de Medições (Gerhard Reisig) era parte do BSM, e departamentos adicionais incluíam o de Planejamento de Produção (Detmar Stahlknecht),:161 o de Pessoal (Richard Sundermeyer), além do Serviço de Alteração de Desenhos.

## Foguetes e mísseis

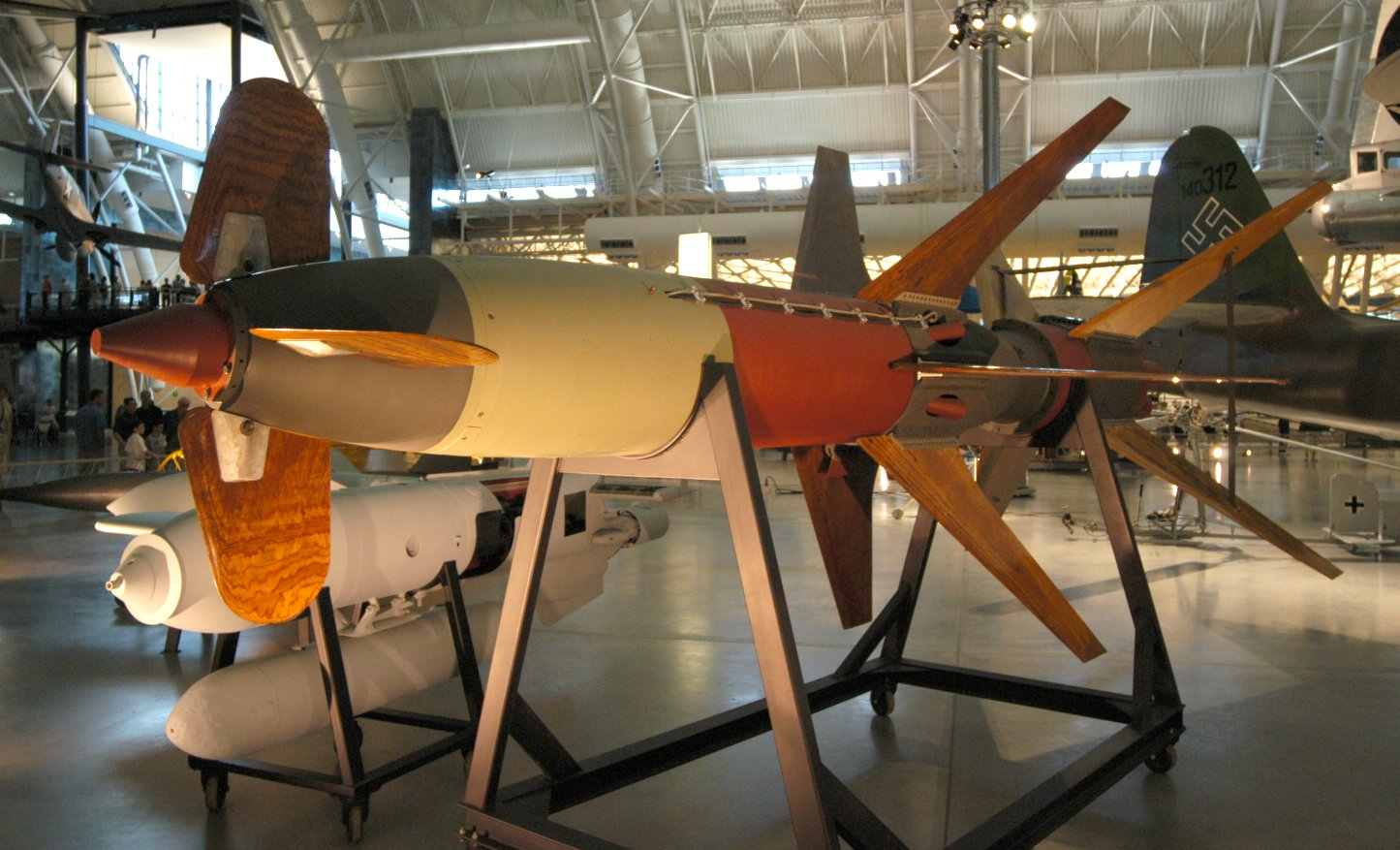
Um míssil Rheintochter.

Além do mais conhecido de todos, o A-4 (V-2), outros projetos importantes foram desenvolvidos e testados em Peenemünde:
- Wasserfall[11]
- Schmetterling
- Rheintochter
- Taifun
- Enzian

## Túnel de Vento
Uma das mais importantes instalações, disponíveis no "Instituto Aerodinâmico" era o túnel de vento supersônico que eventualmente conseguiu atingir velocidades tão altas quanto Mach 4,4 (entre 1942 e 1943), assim como sistemas dessecantes para reduzir as nuvens de condensação causadas pelo uso de oxigênio líquido, em 1940. 
Tendo como gerente Rudolph Hermann que chegou em Abril de 1937 vindo da Universidade Técnica de Aachen, a quantidade de técnicos e pesquisadores nesse instituto chegou a dois mil em 1943, incluindo Hermann Kurzweg da Universidade de Leipzig e Walter Häussermann.

## A fábrica do V-2

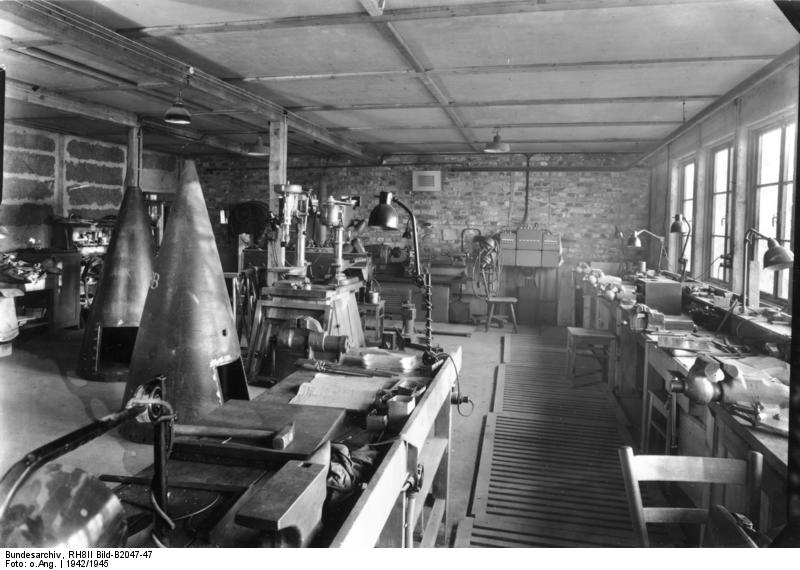
Parte da fábrica do V-2 em Peenemünde.

Em Novembro de 1938, Walther von Brauchitsch ordenou a construção de uma linha de produção do míssil A-4 em Peenemünde, e em Janeiro de 1939, Walter Dornberger criou uma subseção liderada por G. Schubert, um servidor civil sênior do Exército, com a finalidade de planejar a sua implementação.
Em meados de 1943, as primeiras unidades foram produzidas em uma linha de montagem em caráter experimental na Werke Süd, mas ao final de Julho daquele mesmo ano, quando o enorme hangar Fertigungshalle 1 (Unidade de Produção em Massa No. 1) estava prestes a entrar em atividade, ocorreu o bombardeio da Operação Hydra.
Em 26 de Agosto de 1943, Albert Speer convocou uma reunião com Hans Kammler, Dornberger, Gerhard Degenkolb, e Karl Otto Saur para negociar a transferência da principal linha de produção do A-4 (mais tarde V-2) para uma fábrica subterrânea nas montanhas de Harz.:123:202 Já no início de Setembro, maquinário e pessoal para a produção, incluindo Alban Sawatzki, Arthur Rudolph, e cerca de dez outros engenheiros:79 haviam sido transferidos para Mittelwerk, que também recebeu máquinas e pessoal das duas outras linhas de montagem que estavam sendo projetadas para A-4. Em 13 de Outubro de 1943, os prisioneiros do pequeno campo de concentração de Peenemünde vinculado ao F-1, foram transferidos de trem para a montanha de Kohnstein.

## Bombardeios

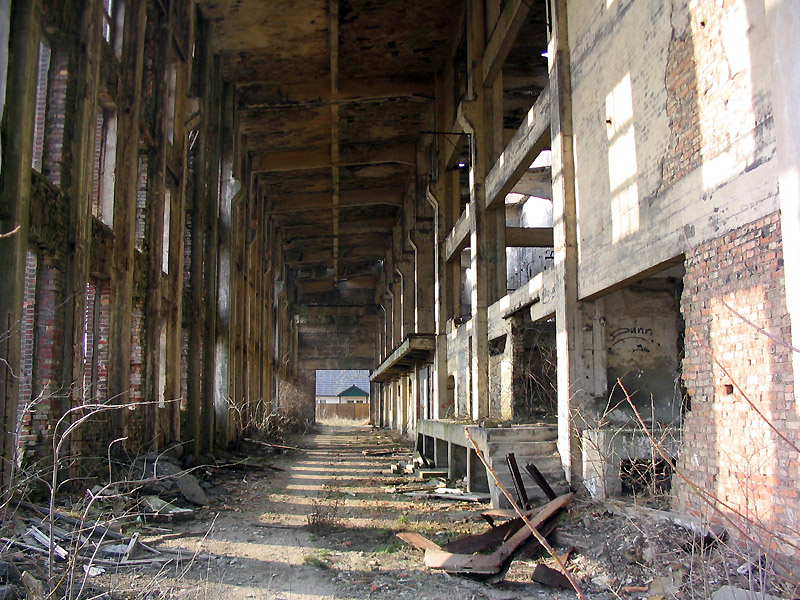
Parte da fábrica de oxigênio líquido em Peenemünde.

Dois prisioneiros poloneses,:52 do campo Trassenheide em Peenemünde, encarregados da limpeza, no início de 1943:52 forneceram mapas, esboços e relatórios para o exército de livre resistência polonesa, e em Junho de 1943 a Inteligência Britânica recebeu dois desses relatórios que identificavam áreas de montagem, teste e lançamento do míssil.:139
Como o ataque de abertura da Operação Crossbow, o bombardeio conhecido como Operação Hydra, atacou o "setor residencial" do complexo, visando especificamente atingir os cientistas, em seguida o setor fabril, e finalmente o setor de testes. na madrugada de 17/18 de Agosto de 1943. Os prisioneiros poloneses foram alertados sobre o ataque eminente, mas não tiveram como escapar devido a vigilância da SS e também ao fato de não haver abrigos antiaéreos para prisioneiros.:82
Um ano depois, em 18 de Julho, 4 de Agosto,:111 e 25 de Agosto,:273 a 8a Força Aérea:141 realizou três bombardeios adicionais como parte da Operação Crossbow para conter uma suposta linha de produção de peróxido de hidrogênio.:273,309

## Evacuação
Com a transferência da linha de produção do V-2 para Mittelwerk, a retirada completa do setor de desenvolvimento do míssil foi aprovada pelo exército e pela SS em Outubro de 1943. Em 26 de Agosto de 1943, em uma reunião na sala de Albert Speer, Hans Kammler sugeriu transferir o trabalho de desenvolvimento do A-4 para uma futura instalação subterrânea na Austria.
Depois de uma seleção de locais em Setembro efetuada por Papa Riedel e Schubert, Kammler escolheu o codinome Zement (cimento) para ela em Dezembro, e o trabalho nesse sentido teve início num local próximo ao lago Traunsee em Gmunden em Janeiro de 1944.:109 No início de 1944, o trabalho de construção dos estandes de teste e lançamento tiveram início nos Alpes austríacos (codinome Salamander), nas áreas das Montanhas Tatra, no Passo de Arlberg, e nas montanhas Ortler.
Outras instalações evacuadas incluíram:
- O laboratório de válvulas de Hans Lindenmayr próximo a Friedland foi transferido para um castelo próximo a Leutenberg.[5]:293
- O laboratório de teste de material foi transferido para uma base aérea em Anklam.
- O túnel de vento, foi transferido para Kochel (e depois da guerra, para White Oak (Maryland)).[26]
- O setor de teste e calibragem dos motores para Lehesten.

Turíngia

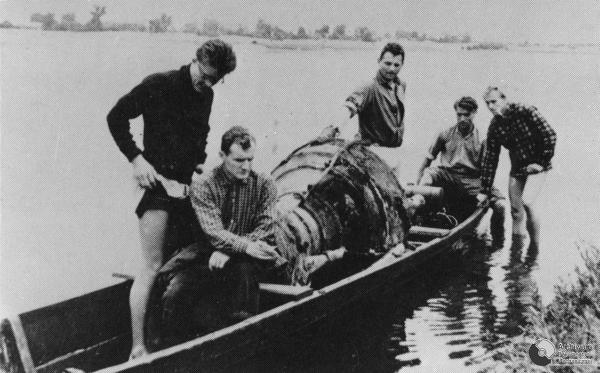
Motor de um míssil V-2
recuperado no Rio Bug.

Para o pessoal sendo transferido de Peenemünde, a nova organização foi chamada de Entwicklungsgemeinschaft Mittelbau (Companhia de Desenvolvimento de Mittelbau):291 e as ordens de Kammler para a realocação em Turíngia chegaram por teletipo em 31 de Janeiro de 1945.:288 Em 3 de Fevereiro de 1945, na última reunião em Peenemünde sobre a realocação, o HVP consistia de vários setores: desenvolvimento e modificação do A-4 (1.940 pessoas), desenvolvimento do A-4b (27 pessoas), desenvolvimento do Wasserfall e do Taifun (1.455 pessoas), suporte e administração (760 pessoas).:289
O primeiro trem partiu em 17 de Fevereiro com 525 pessoas em direção a Turíngia, mais especificamente para Bleicherode, Sangerhausen e Bad Sachsa, a evacuação estava completa em meados de Março de 1945.:247
Polônia
Uma outra reação aos bombardeios, foi a criação de um centro de teste e pesquisa reserva próximo a Blizna, região Sul da Polônia. Cuidadosamente oculto, esse centro foi construído por 2.000 prisioneiros do campo de concentração de Pustków na Voivodia da Subcarpácia, que foram mortos depois da conclusão do projeto.
O movimento de resistência polonês, Armia Krajowa conseguiu capturar um V-2 intacto nessa região em 1943. Ele foi lançado em um voo de teste, falhou mas não explodiu e foi recuperado praticamente intacto do Rio Bug e transferido secretamente para Londres.

## Pós-guerra

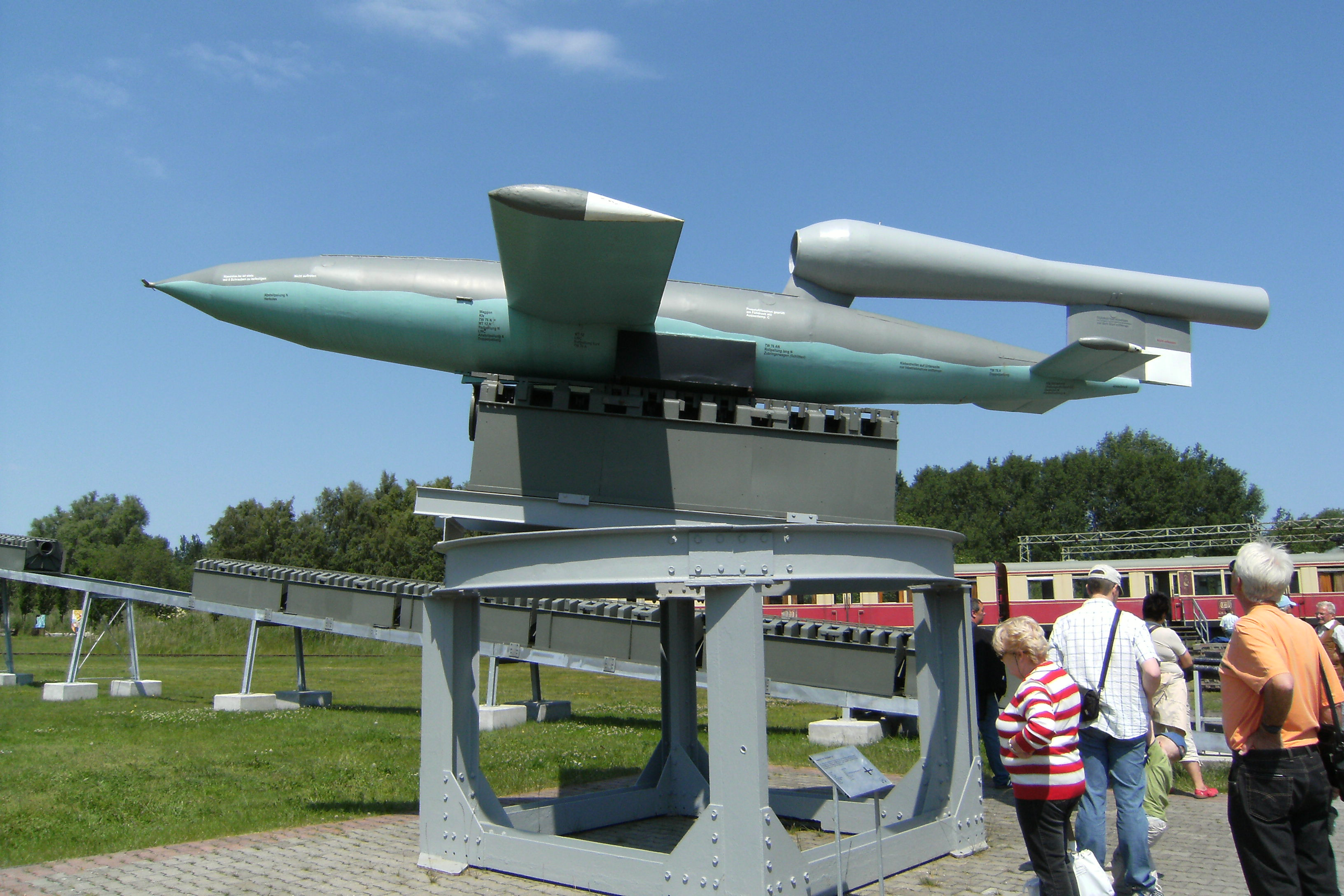
Modelo do míssil V-1 no museu de Peenemünde.

O último lançamento de um V-2 em Peenemünde ocorreu em Fevereiro de 1945. Em 5 de Maio daquele ano, soldados da Segunda Frente da Bielorrússia comandados pelo Marechal Konstantin Rokossovsky capturou o porto de Swinemünde e toda a ilha de Usedom. Um destacamento de infantaria soviética, sob comando do Major Anatoly Vavilov, invadiu a área de Peenemünde, encontrando 75% dela em ruínas. Todas as construções de pesquisa e testes dos foguetes haviam sido demolidas.
O pouco que restou sofreu mais destruições entre 1948 e 1961. Apenas a estação de energia, o aeroporto e a ligação férrea para Zinnowitz permaneceram funcionais. Uma das ruínas que ainda restam é a da fábrica de oxigênio líquido na entrada de Peenemünde.
O Museu Técnico e Histórico de Peenemünde foi criado em 1992, sediado na sala de controle da antiga estação de energia e se tornou um ponto chave da Rota Européia de Patrimônio Industrial (ERIH).